# Belfast East (zona eleitoral)
Belfast East (em irlandês:  Béal Feirste Thoir, em Scots de Ulster: Bilfawst East) é um eleitorado da Assembleia da Irlanda do Norte.
A cadeira foi usada pela primeira vez na Irlanda do Norte durante uma eleição para a Assembleia da Irlanda do Norte em 1973. Geralmente, compartilha limites com o eleitorado do Parlamento Belfast East UK, no entanto, os limites dos dois constituintes foram ligeiramente diferentes de 1983 a 1986 e de 2010 a 2011, pois os limites da Assembleia não acompanharam as mudanças dos limites parlamentares e, de 1996 a 1997, quando os membros do Fórum da Irlanda do Norte foram eleitos entre os constituintes parlamentares recém-definidos, mas o 51º Parlamento do Reino Unido, eleito em 1992 sob os limites do eleitorado de 1983-95, ainda estava em sessão.
Os membros foram então eleitos do círculo eleitoral para a Convenção Constitucional de 1975, a Assembleia de 1982, o Fórum de 1996 e depois para a atual Assembleia de 1998.